# Championnat de France de futsal 2015-2016
Navigation
Saison 2014-2015 Saison 2016-2017
La saison 2014-2015 de Division 1 Futsal est la neuvième édition du Championnat de France de futsal organisé par la Fédération française de football, la troisième sous ce format à un seul groupe. Le premier niveau du futsal français oppose douze clubs en une série de vingt-deux rencontres jouées de septembre 2015 à mai 2016.
Cette édition est marquée par l'annulation d'une première finale — remportée par le Sporting Club de Paris — et l'organisation à la hâte d'une nouvelle finale, à huis clos. Premier de la phase régulière, le Kremlin-Bicêtre United s'impose alors face au Garges Djibson et remporte son troisième championnat de France, le deuxième consécutif.
Classés aux onzième et douzième places, l'AS Bagneux et le Nantes Bela sont reléguées en D2. Les clubs relégués sont remplacés pour l'édition suivante par les deux promus de D2.

## Format de la compétition
Le championnat de D1 est constitué de douze équipes qui s'affrontent en matchs aller-retour (tournoi toutes rondes), avant une phase finale opposant les quatre premiers du classement en tournoi à élimination directe.
Le champion de France est qualifié pour la Coupe de l'UEFA la saison suivante.
Les clubs classés aux onzième et douzième places sont relégués en D2 pour la saison suivante.

## Clubs participants
| \| FC béthunois Bruguières SC Douai Gayant FC Picasso Toulon TEF AS Bagneux Garges Kremlin-Bicêtre SC Paris Bastia AF Nantes EF Nantes Bela \| Les clubs 2015-2016 |
| FC béthunois Bruguières SC Douai Gayant FC Picasso Toulon TEF AS Bagneux Garges Kremlin-Bicêtre SC Paris Bastia AF Nantes EF Nantes Bela                           |

| \| AS Bagneux Garges Djibson Kremlin-Bicêtre United SC Paris \| Les clubs d'Île-de-France |
| AS Bagneux Garges Djibson Kremlin-Bicêtre United SC Paris                                 |

Cette poule unique à 12 clubs est en vigueur pour la 3e saison mais, entre le repêchage du Kremlin-Bicêtre United en 2013-2014 et le forfait général de Cannes Bocca Futsal en 2014-2015, c'est la première saison effectivement disputée par 12 équipes.
Bastia Agglo Futsal accède à l'élite après avoir dominé le groupe B de D2 la saison précédente. Dans le groupe A, Roubaix AFS termine à la première place mais ne peut monter car son équipe réserve s'est déclarée en forfait général. Son dauphin, Nantes Bela Futsal est promu à sa place.
Durant l'intersaison, le Futsal Club de l'Erdre a changé de nom pour Nantes Erdre Futsal afin de marquer son implantation dans l'agglomération nantaise.
| Résultat 2014-2015 | Club                     | Localité                                              | Fondation | Dans l'élite depuis | Entraîneur              |
| ------------------ | ------------------------ | ----------------------------------------------------- | --------- | ------------------- | ----------------------- |
| Champion           | Kremlin-Bicêtre United T | Île-de-France, Kremlin-Bicêtre                        | 2002      | 2007                | Danilo Monteiro Martins |
| Finaliste          | Toulon Tous Ensemble     | PACA, Var, Toulon                                     | 2008      | 2011                | Felice Mastropierro     |
| Demi-finaliste     | Sporting Club de Paris   | Île-de-France, Paris                                  | 1983      | 2008                | Rodolphe Lopes          |
| Demi-finaliste     | Douai Gayant Futsal      | Nord-Pas-de-calais, Nord, Douai                       | 2007      | 2014                | Nordine Benamrouche     |
| 5e                 | Nantes Erdre Futsal      | Pays de la Loire, Loire-Atlantique, Chapelle-s/-Erdre | 2002      | 2007                | Fabrice Gacougnolle     |
| 6e                 | Garges Djibson ASC       | Île-de-France, Garges                                 | 2008      | 2007                | Cyrille Gaudin          |
| 7e                 | Béthune Futsal Club      | Nord-Pas-de-calais, Pas-de-calais, Béthune            | 2002      | 2010                | Aldo Cannetti           |
| 8e                 | Bruguières SC            | Midi-Pyrénées, Haute-Garonne, Bruguières              | 2003      | 2008                |                         |
| 9e                 | AS Bagneux Futsal        | Île-de-France, Bagneux                                | 1995      | 2008                |                         |
| 10e                | FC Picasso Échirolles    | Rhône-Alpes, Isère, Échirolles                        | 1990      | 2014                |                         |
| 1er D2 B           | Bastia Agglo Futsal      | Corse, Bastia                                         | 2013      | 2015                | Jean-Etienne Landini    |
| 2e D2 A            | Nantes Bela Futsal       | Pays de la Loire, Loire-Atlantique, Nantes            | 2007      | 2015                | Angel Gamella           |

## Phase régulière

### Résultats
| Résultats (▼dom., ►ext.)                                   | KBU | SCP | GAR  | TEF  | DGF  | NEF  | BSC | FCP  | FCB | BAF  | ASB | NBF  |
| Kremlin-Bicêtre Utd                                        |     | 4-2 | 9-4  | 10-2 | 14-1 | 4-2  | 6-3 | 19-3 | 6-2 | 10-5 | 6-3 | 10-3 |
| SC Paris                                                   | 7-8 |     | 8-5  | 6-2  | 8-3  | 7-3  | 6-2 | 13-5 | 9-4 | 7-3  | 9-3 | 15-1 |
| Garges Djibson                                             | 2-8 | 5-5 |      | 8-7  | 6-2  | 5-3  | 6-1 | 10-3 | 6-5 | 5-3  | 4-2 | 11-3 |
| Toulon TEF                                                 | 4-3 | 3-4 | 3-6  |      | 3-3  | 0-5  | 4-3 | 8-2  | 4-4 | 8-3  | 6-3 | 17-2 |
| Douai GF                                                   | 2-3 | 4-4 | 6-2  | 4-5  |      | 3-2  | 6-1 | 5-6  | 6-4 | 5-3  | 7-3 | 9-3  |
| Nantes Erdre Futsal                                        | 8-9 | 1-3 | 2-5  | 3-6  | 3-2  |      | 8-4 | 5-3  | 4-2 | 4-1  | 4-0 | 3-3  |
| Bruguières SC                                              | 4-8 | 4-8 | 2-10 | 4-6  | 2-2  | 5-3  |     | 4-0  | 7-3 | 4-3  | 7-2 | 5-3  |
| FC Picasso Échirolles                                      | 1-7 | 7-9 | 5-9  | 3-8  | 5-8  | 4-2  | 4-3 |      | 3-1 | 9-2  | 4-7 | 15-6 |
| FC béthunois                                               | 3-5 | 5-6 | 6-7  | 1-2  | 2-7  | 2-4  | 5-2 | 8-3  |     | 1-0  | 8-1 | 5-3  |
| Bastia Agglo Futsal                                        | 0-6 | 2-5 | 6-6  | 2-6  | 4-7  | 10-6 | 4-2 | 4-1  | 4-5 |      | 8-3 | 9-5  |
| AS Bagneux                                                 | 3-8 | 8-4 | 3-7  | 6-12 | 8-5  | 2-4  | 3-4 | 4-6  | 3-3 | 2-7  |     | 6-7  |
| Nantes Bela Futsal                                         | 4-6 | 2-5 | 4-9  | 7-11 | 2-5  | 2-6  | 2-3 | 1-5  | 3-7 | 4-4  | 4-6 |      |
| - Victoire à domicile - Match nul - Victoire à l'extérieur |     |     |      |      |      |      |     |      |     |      |     |      |

### Classement
| Rang | Équipe                     | Pts | J  | G  | N | P  | Bp  | Bc  | Diff |
| ---- | -------------------------- | --- | -- | -- | - | -- | --- | --- | ---- |
| 1    | Kremlin-Bicêtre United T C | 85  | 22 | 21 | 0 | 1  | 169 | 68  | +101 |
| 2    | Sporting Club de Paris     | 75  | 22 | 17 | 2 | 3  | 150 | 84  | +66  |
| 3    | Garges Djibson             | 72  | 22 | 16 | 2 | 4  | 138 | 96  | +42  |
| 4    | Toulon TEF                 | 66  | 22 | 14 | 1 | 6  | 127 | 90  | +37  |
| 5    | Douai Gayant Futsal        | 58  | 22 | 11 | 3 | 8  | 102 | 93  | +9   |
| 6    | Nantes Erdre Futsal        | 53  | 22 | 10 | 1 | 11 | 85  | 82  | +3   |
| 7    | Bruguières SC              | 47  | 22 | 8  | 1 | 13 | 76  | 102 | -26  |
| 8    | FC Picasso Échirolles      | 46  | 22 | 8  | 0 | 14 | 97  | 143 | -46  |
| 9    | FC béthunois               | 45  | 22 | 7  | 1 | 13 | 86  | 95  | -9   |
| 10   | Bastia Agglo Futsal P      | 42  | 22 | 6  | 2 | 14 | 87  | 111 | -24  |
| 11   | AS Bagneux Futsal          | 35  | 22 | 4  | 1 | 17 | 81  | 134 | -53  |
| 12   | Nantes Bela Futsal P       | 26  | 22 | 1  | 2 | 19 | 72  | 172 | -100 |

## Phase finale

### Demi-finales
Hormis Garges Djibson (sixième en 2014-2015) qui remplace Douai Gayant Futsal, les participants à la phase finale sont les mêmes que la saison précédente.
| Demi-finale 1 | Kremlin-Bicêtre United | 8 - 1   | Toulon TEF | Gymnase Ducasse, Le Kremlin-Bicêtre |  |
| 21 mai 2016   |                        | (4 - 0) |            |                                     |  |

| Demi-finale 2 annulée | Sporting Club de Paris | (7-3) 0-3 | Garges Djibson | Gymnase Carpentier 2, Paris |  |
| 21 mai 2016           |                        | (2 - 1)   |                |                             |  |

### Finale annulée
| Finale annulée | Kremlin-Bicêtre United | 5 - 7 a.p. | Sporting Club de Paris |                                         |                                         |
| 28 mai 2016    |                        | (2-0, 5-5) |                        | Palais des sports Jauréguiberry, Toulon | Palais des sports Jauréguiberry, Toulon |

Plus de trois semaines après la finale disputée à Toulon, la FFF annonce que la demi-finale opposant le SC Paris à Garges est donnée perdue par pénalité au club parisien de même que la finale. Cette décision fait suite aux réserves déposées par Garges et le KB United qui suspectent que trois joueurs brésiliens du SCP ne sont pas qualifiés pour cette rencontre. La fédération justifie le long délai pour communiquer cette décision en invoquant la difficulté d'obtenir des informations de son homologue chinoise.

### Seconde finale
Après s'être affrontés en finale de la Coupe nationale, KBU et Garges doivent à nouveau s'affronter pour le titre national. Une nouvelle finale est alors organisée à la hâte car la date limite pour désigner le participant à la Coupe de futsal de l'UEFA 2016-2017 est dépassée et l'UEFA n'accorde qu'une courte dérogation. Cependant les équipes avaient cessé leurs entraînements pour la trêve estivale et aucun terrain neutre n'est disponible. La nouvelle finale est donc organisée à huis clos, dans la salle du Kremlin-Bicêtre qui avait remporté la phase régulière.
| Titulaires :  |                         |
|               |                         |
|               | Mostafa Mohammed        |
|               | Sid Belhaj              |
|               | Azdine Aigoun           |
|               | Abdessamad Mohammed     |
|               | Kévin Ramirez           |
|               |                         |
| Remplaçants : |                         |
|               | Louis Alexandre Pezeron |
|               | David Rondon Fernandez  |
|               | Nassim Boudebibah       |
|               | Chimel Vita             |
|               | Antoine Lourenco        |
|               | Alex da Silva           |
|               | Brian François          |
|               |                         |

| Titulaires :  |                       |
|               |                       |
|               | Amadou Diallo         |
|               | Samba Kebe            |
|               | Daniel Mendy          |
|               | Aboubakar Coulibaly   |
|               | Michael De Sa Andrade |
|               |                       |
| Remplaçants : |                       |
|               | Silva David Paulo     |
|               | Souheil Mouhoudine    |
|               | Yohann Martial        |
|               | Abdeslam Rhourbas     |
|               | Kevin Kuya            |
|               | Safy Bouterfas        |
|               | Sébastien Klopp       |
|               |                       |

| Titulaires :  |                         |
|               |                         |
|               | Mostafa Mohammed        |
|               | Sid Belhaj              |
|               | Azdine Aigoun           |
|               | Abdessamad Mohammed     |
|               | Kévin Ramirez           |
|               |                         |
| Remplaçants : |                         |
|               | Louis Alexandre Pezeron |
|               | David Rondon Fernandez  |
|               | Nassim Boudebibah       |
|               | Chimel Vita             |
|               | Antoine Lourenco        |
|               | Alex da Silva           |
|               | Brian François          |
|               |                         |

| Titulaires :  |                       |
|               |                       |
|               | Amadou Diallo         |
|               | Samba Kebe            |
|               | Daniel Mendy          |
|               | Aboubakar Coulibaly   |
|               | Michael De Sa Andrade |
|               |                       |
| Remplaçants : |                       |
|               | Silva David Paulo     |
|               | Souheil Mouhoudine    |
|               | Yohann Martial        |
|               | Abdeslam Rhourbas     |
|               | Kevin Kuya            |
|               | Safy Bouterfas        |
|               | Sébastien Klopp       |
|               |                       |

Le Kremlin-Bicêtre United remporte ainsi son premier doublé coupe-championnat et se qualifie pour la coupe de futsal de l'UEFA 2016-2017.

## Meilleurs buteurs
| #  | Nom                 | Club           | Buts |
| -- | ------------------- | -------------- | ---- |
| 1  | Nicolas Zaffe       | Toulon TEF     | 33   |
| 2  | Chimel Viala Vita   | KB United      | 29   |
| 3  | Samba Kebe          | Garges Djibson | 28   |
| 4  | Kamel Hamdoud       | Sporting Paris | 26   |
| 5  | J-F Dottel          | Bastia Agglo   | 25   |
| 6  | Abdessamad Mohammed | KB United      | 25   |
| 7  | Daniel Mendy        | Garges Djibson | 22   |
| 8  | Alexandre Teixeira  | Sporting Paris | 21   |
| 9  | Lucas Diniz         | Douai Gayant   | 21   |
| 10 | Pupa                | Sporting Paris | 21   |

## Clubs engagés dans d'autres compétitions

### Coupe de l'UEFA
En tant que champion en titre, le Kremlin-Bicêtre United participe à la Coupe de l’UEFA (en). Le club intègre la compétition au Tour préliminaire. Le KBU gagne ses trois matchs et se qualifier pour le Tour principal.
Dans cette épreuve, les Parisiens terminent second du groupe 1 derrière le futur vainqueur russe de la compétition, le TTG-Ugra Yugorsk. Qualifié pour le Tour Élite, le KBU termine dernier de la poule A dominé par l'Inter Fútbol Sala, futur finaliste du tournoi.

### Coupe de France
Les clubs de Division 1 ont l'obligation de participer à la Coupe de France. Exempts des premiers tours, ils débutent la compétition en trente-deuxième de finale. Une équipe doit donc jouer six matchs pour gagner la compétition.
Les clubs de D1 dominent logiquement la compétition. Quand trente-deux clubs sont éliminés pour passer en 16e de finale, seuls quatre sont de l'élite qui constitue déjà un quart des qualifiés. En quart de finale, cinq des huit postulants à la victoire évoluent en D1. Les deux derniers clubs en lice sont le Kremlin-Bicêtre United, qui s'impose 6-5, contre le Garges Djibson ASC, défait pour la deuxième année de suite en finale.
Le tableau suivant montre le nombre de clubs de D1 en lice par tour : 
| Divisions / Manches | 32es de finale    | 16es de finale | Huitièmes de finale | Quarts de finale | Demi-finales | Finale |
| ------------------- | ----------------- | -------------- | ------------------- | ---------------- | ------------ | ------ |
| Clubs de D1 engagés | 12 (sur 64 clubs) | 8 (32)         | 7 (16)              | 5 (8)            | 2 (4)        | 2 (2)  |